# Мујезин
Мујезин (арапски: مؤذن) је особа која у џамијама, са врха минарета, зове вернике на молитву. Мујезинов позив почиње углавном са речима "Бог је највећи, говорим, нема другог бога осим Алаха..."
Први мујезин је био Била ибн Реба (Bilal ibn Rebbah), кога је Мухамед одабрао да позива на молитву. По старом обичају, мујезини су били слепи људи, да не би могли са врха минарета да посматрају женска лица. Они такође нису свете особе као што су нпр. имам и муфтија.
Данас улогу мујезина све више преузимају звучници, док у Индонезији на молитву позивају гонгом, што је преузето из будизма.